# Distrikt Bielefeld
Der Distrikt Bielefeld war ein von 1807 bis 1813 bestehender Distrikt (auch Arrondissement oder Unterpräfektur genannt) im französischen Vasallenstaat Königreich Westphalen. Bis 1811 war der Distrikt Teil des Departements der Weser, danach bis zu seiner Auflösung 1813 Teil des Departements der Fulda. Die Unterpräfektur war in der Stadt Bielefeld.

## Lage

Lage im Departement der Weser 1807–1811

Der Distrikt lag im Nordwesten des Königreichs Westphalen, zunächst im Süden des Departements der Weser, ab 1811 im Norden des Departements der Fulda, südlich des Wiehengebirges und beidseitig des Teutoburger Waldes. Die größten Städte waren Bielefeld und Herford.
Das Gebiet lag in den heutigen nordrhein-westfälischen Kreisen Herford und Gütersloh (Nordteil), sowie der kreisfreien Stadt Bielefeld.

## Gliederung

Lage im Department der Fulda 1811–1813

Der Distrikt wurde durch Königliches Decret vom 24. Dezember 1807 abgegrenzt und in elf Kantone gegliedert. Neun der elf Kantone wurden aufgrund ihrer hohen Bevölkerungszahl in jeweils zwei Munizipalitäten untergliedert. Im Jahr 1807 hatte der Distrikt 91.802 Einwohner.
Im Einzelnen bestanden die Verwaltungsbezirke aus folgenden Orten (frz.: lieux) und Städten (frz.: ville):
| Kanton      | Munizipalität  | Städte, Flecken, Dörfer, Bauerschaften, Güter |
| ----------- | -------------- | --- |
| Bielefeld   | Bielefeld      | Stadt Bielefeld |
| Brackwede   | Brackwede      | Brackwede mit Brock, Quelle, Ummeln, Sandhagen und Senne |
| Brackwede   | Steinhagen     | Steinhagen, Isselhorst, Hollen, Holtkamp, Niehorst und Ebbesloh |
| Bünde       | Bünde          | Bünde, Ober- und Niederennigloh mit Blanken, Muckum mit den Gütern Böckel und Hakenböckel, Habighorst und Nordkamp, Holsen mit Lutterhaus und Holserteich, Ober- und Niederahle, Rödinghausen mit Lammersbrink und Matille, Ostkilver mit den Gütern Waghorst und Süddorf, Westkilver mit dem Gut Kilver, Bieren und Stuckenhöfer |
| Bünde       | Hiddenhausen   | Hiddenhausen mit den Landgütern Hiddenhausen und Bustedt, Südlengern, Hunnebrock mit dem Gut Nienburg, Werfen mit dem Gut Steinlake, Hüffen, Dünne, Spradow mit Knolle, Eilshausen, Lippinghausen, Oetinghausen, Bermbeck mit dem Gut Oberbehme und Schweicheln                                                                   |
| Enger       | Enger          | Enger, Besenkamp, Belke, Steinbeck, Herringhausen mit Wallbrink und Dickenbrock, Wester-Enger mit Glödinghausen, Siele, Dreyen, Pödinghausen und Oldinghausen |
| Enger       | Spenge         | Spenge mit den Gütern Mühlenburg und Werburg, Lenzinghausen, Hücker-Aschen, Wallenbrück mit Helligen, Bodberg, Wallenbrücker Mark und dem Gut Wallenbrück, Bardüttingdorf mit Suttorf und dem Gut Rotinghof |
| Halle       | Halle          | Halle, Oldendorf mit dem Gut Steinhausen, Hesseln, Gartnisch, Amshausen, Bokel, Künsebeck, Kölkebeck, Ascheloh, Eggeberg, Gut Tatenhausen, Mission Stockkämpen, Hörste mit Siedinghausen, Niederndorf und Habighorst |
| Halle       | Borgholzhausen | Borgholzhausen mit dem Gut Brincke, Barnhausen und Nordholt, Wichlinghausen, Kleekamp, Ostbarthausen, Westbarthausen, Berghausen und Rödinghausen, Cleve mit der Domäne Kuhof, Casum, Oldendorf, Holzfeld mit dem Gut Holzfeld, Winkelshütten und Hamlingdorf                                                                     |
| Heepen      | Heepen         | Heepen, Hillegossen, Altenhagen, Elverdissen, Gut Lübrassen mit Teilen des Gutes Eckendorf, Sieker mit dem Gut Niedermühle und das Gut Milse |
| Heepen      | Stieghorst     | Stieghorst, Brönninghausen, Oldentrup, Ubbedissen, Lämershagen, Gräfinghagen, Lippe, und Heepen-Senne |
| Herford     | Herford        | Stadt Herford |
| Schildesche | Schildesche    | Flecken Schildesche, Stift Schildesche, Bauerschaft Schildesche, Brake, Jerrendorf und Theesen mit dem Gut Brodhagen |
| Schildesche | Diebrock       | Diebrock mit dem Gut Heide, Gellershagen, Vilsendorf und Köckern, Laar und Hollinde mit dem Gut Stedefreund und Eickum |
| Versmold    | Versmold       | Versmold, Gut Wittenstein, Domäne Kaltenhof, Peckeloh, Oesterweg, Loxten, Knetterhausen, Bockhorst mit dem Gut Stockheim, Hesselteich mit Warmfarths-Mühle und dem Gut Halstenbeck |
| Versmold    | Brockhagen     | Brockhagen mit dem Gut Patthorst |
| Vlotho      | Vlotho         | Vlotho mit dem Gut Deesberg, Bonneberg, Rehme mit Babbenhausen, Niederbecksen, Valdorf, Steinbründorf und Hollwiesen |
| Vlotho      | Stiftberg      | Stiftberg, Exter, Schwarzenmoor, Solterwisch und Wehrendorf |
| Werther     | Werther        | Werther, Rotingdorf, Rotenhagen mit Warenbröckerhöfe, Schröttinghausen mit der Domäne Deppendorf, Isingdorf, Häger mit Kerßenbrock und Theenhausen |
| Werther     | Dornberg       | Großdornberg, Kirchdornberg, Hoberge, Babenhausen, Niederdornberg, Gut Uerentrup, Oberjöllenbeck, Niederjöllenbeck mit Dracke und Ahrenholz |

1811 wurde das Departement der Weser aufgelöst und der Nordwestteil dem Kaiserreich Frankreich einverleibt. Der Distrikt Bielefeld wurde im Zuge dieser Umgliederung stark verkleinert, verlor fast 40.000 Einwohner und wurde dem Departement der Fulda eingegliedert. Alle Gebiete nordwestlich einer Linie Weser–Werre–Aa/Johannisbach–Schwarzbach wurden vom Distrikt Bielefeld abgetrennt und teilweise dem Distrikt Minden (Kantone Bünde abzüglich südliche Teile, Enger zzgl. Teile Kanton Schildesche, Werther zzgl. Teile Kanton Halle), teilweise dem Arrondissement Osnabrück (Kanton Versmold) (beide Arrondissements ab 1811 Teil des Departements der Oberen Ems) angegliedert. Brockhagen stieg zum Kantonshauptort auf. Der Distrikt hatte nun 50.597 Einwohner in sieben Kantonen, die nunmehr alle wieder nur eine Munizipalität bildeten und sich wie folgt zusammensetzten:
| Kanton      | Städte, Flecken, Dörfer, Bauerschaften, Güter |
| ----------- | --- |
| Bielefeld   | Stadt Bielefeld |
| Brackwede   | Brackwede mit Brock, Quelle, Ummeln, Gadderbaum mit Kantensiek, Sandhagen, Senne, Heepen-Senne, Isselhorst, Hollen, Holtkamp, Niehorst und Ebbesloh                                                |
| Brockhagen  | Brockhagen mit den Gütern Consbruch und Patthorst, Steinhagen, Künsebeck, Kölkebeck, Amshausen, Bokel, Gut Tatenhausen, Ascheloh und Gartnisch mit dem Gut Steinhausen                             |
| Heepen      | Heepen, Hillegossen, Altenhagen, Elverdissen, Gut Lübrassen, Gut Eckendorf, Sieker mit dem Gut Niedermühle, Stieghorst, Brönninghausen, Oldentrup, Ubbedissen, Lämershagen, Gräfinghagen und Lippe |
| Herford     | Stadt Herford, Schwarzenmoor, Falkendiek |
| Schildesche | Flecken Schildesche, Stift Schildesche, Gellershagen, Milse, Isingdorf, Großdornberg, Kirchdornberg, Hoberge, Babenhausen, Niederdornberg und das Gut Uerentrup                                    |
| Vlotho      | Vlotho, Rehme, Bonneberg, Niederbecksen, Valdorf, Steinbründorf, Hollwiesen, Exter, Solterwisch, Wehrendorf, Gohfeld, Bischofshagen, Jöllenbeck, Depenbrock, Melbergen und Löhne                   |

## Weitere Entwicklung
Der Distrikt ging 1813 größtenteils im preußischen Zivilgouvernement zwischen Weser und Rhein auf und bildete ab 1816 im Wesentlichen den mittleren Teil des Regierungsbezirks Minden: den Kreis Bielefeld ganz, den südöstlichen Teil des Kreises Herford und den Kreis Halle (Westf.) teilweise.